# Xmatkuil
Xmatkuil es una localidad, subcomisaría del municipio de Mérida, en el estado de Yucatán, localizado en el sureste de México, y perteneciente a la Zona Sujeta a Conservación Ecológica Reserva Cuxtal. En esta localidad se celebra anualmente, en la segunda quincena del mes de noviembre, la Feria Yucatán (Xmatkuil), escaparate que está diseñado para presentar al público local, nacional e internacional, los avances en el desarrollo económico de Yucatán, en materia agropecuaria, industrial, artesanal y de servicios turísticos; para el efecto, se cuenta con una importante área, de 77 ha, con todos los servicios requeridos, destinada exclusivamente a la realización del evento.

## Toponimia
El nombre (Xmatkuil) significa en idioma maya lugar donde se pide a Dios.

## Localización
Xmatkuil encuentra se encuentra localizada a 10 kilómetros del centro de la ciudad de Mérida.

## Infraestructura
Entre la infraestructura con la que cuenta:
- Una iglesia católica.
- Unos parques.
- Un kínder.
- Una escuela primaria.
- Una escuela preparatoria técnica CBTA13 (en el casco de la exhacienda)
- El Campus de Ciencias Biológicas y Agropecuarias de la Universidad Autónoma de Yucatán
- La Facultad de Medicina Veterinaria y Zootecnia de la Universidad Autónoma de Yucatán.
- Una casa comisarial.
- Las instalaciones donde se realiza anualmente la afamada feria de Xmatkuil que atrae expositores agropecuarios, industriales y artesanales y a la que acude un público muy numeroso.

## Las haciendas en Yucatán
Las haciendas en Yucatán fueron organizaciones agrarias que surgieron a finales del siglo XVII y en el curso del siglo XVIII a diferencia de lo que ocurrió en el resto de México y en casi toda la América hispana, en que estas fincas se establecieron casi inmediatamente después de la conquista y durante el siglo XVII. En Yucatán, por razones geográficas, ecológicas y económicas, particularmente la calidad del suelo y la falta de agua para regar, tuvieron una aparición tardía.
Una de las regiones de Yucatán en donde se establecieron primero haciendas maiceras y después henequeneras fue la colindante y cercana con Mérida. A lo largo de los caminos principales como en el "camino real" entre Campeche y Mérida, también se ubicaron estas unidades productivas. Fue el caso de los latifundios de Yaxcopoil, Xtepén, Uayalceh, Temozón, Itzincab y San Antonio Sodzil.
Ya en el siglo XIX, durante y después la llamada Guerra de Castas, se establecieron las haciendas henequeneras en una escala más amplia en todo Yucatán, particularmente en la región centro norte, cuyas tierras tienen vocación para el cultivo del henequén.
En el caso de Xmatkuil, al igual que la mayoría de las otras haciendas, dejaron de serlo, con peones para el cultivo de henequén, para convertirse en un ejido, es decir, en una unidad colectiva autónoma, con derecho comunitario de propiedad de la tierra, a partir del año 1937, después de los decretos que establecieron la reforma agraria en Yucatán, promulgados por el presidente Lázaro Cárdenas del Río. El casco de la hacienda permaneció como propiedad privada y actualmente alberga una escuela pública.

## Demografía
Según el censo de 2005 realizado por el INEGI, la población de la localidad era de 357 habitantes, de los cuales 189 eran hombres y 168 eran mujeres.
| 125                         | ? | 238 | 195 | 156 | 126 | 149 | 400 | 202 | 250 | 258 | 336 | 357 |
| (Fuente: INEGI [Consultar]) |   |     |     |     |     |     |     |     |     |     |     |     |

## Galería

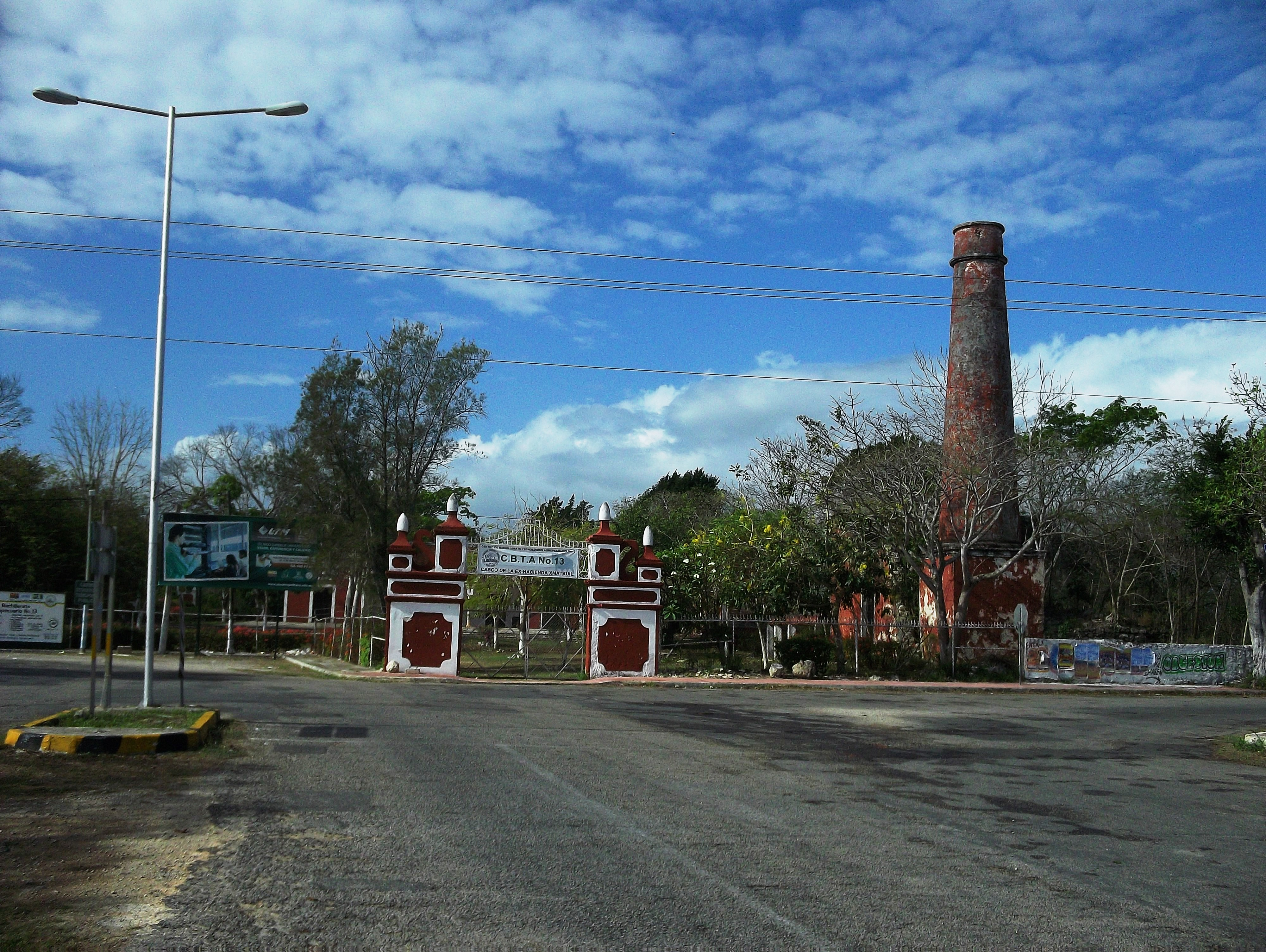
Vista de la hacienda Xmatkuil.
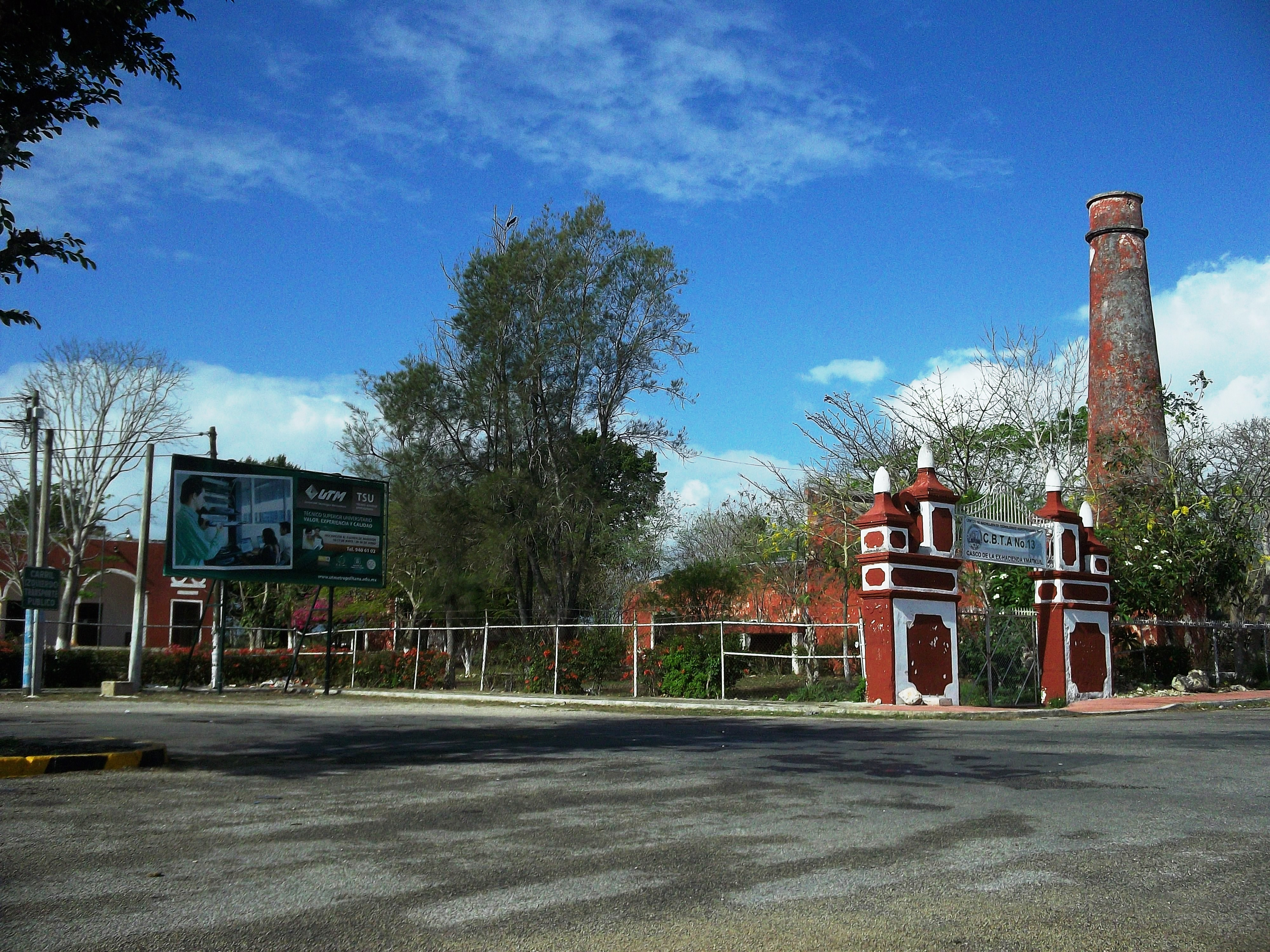
Vista de la hacienda Xmatkuil.
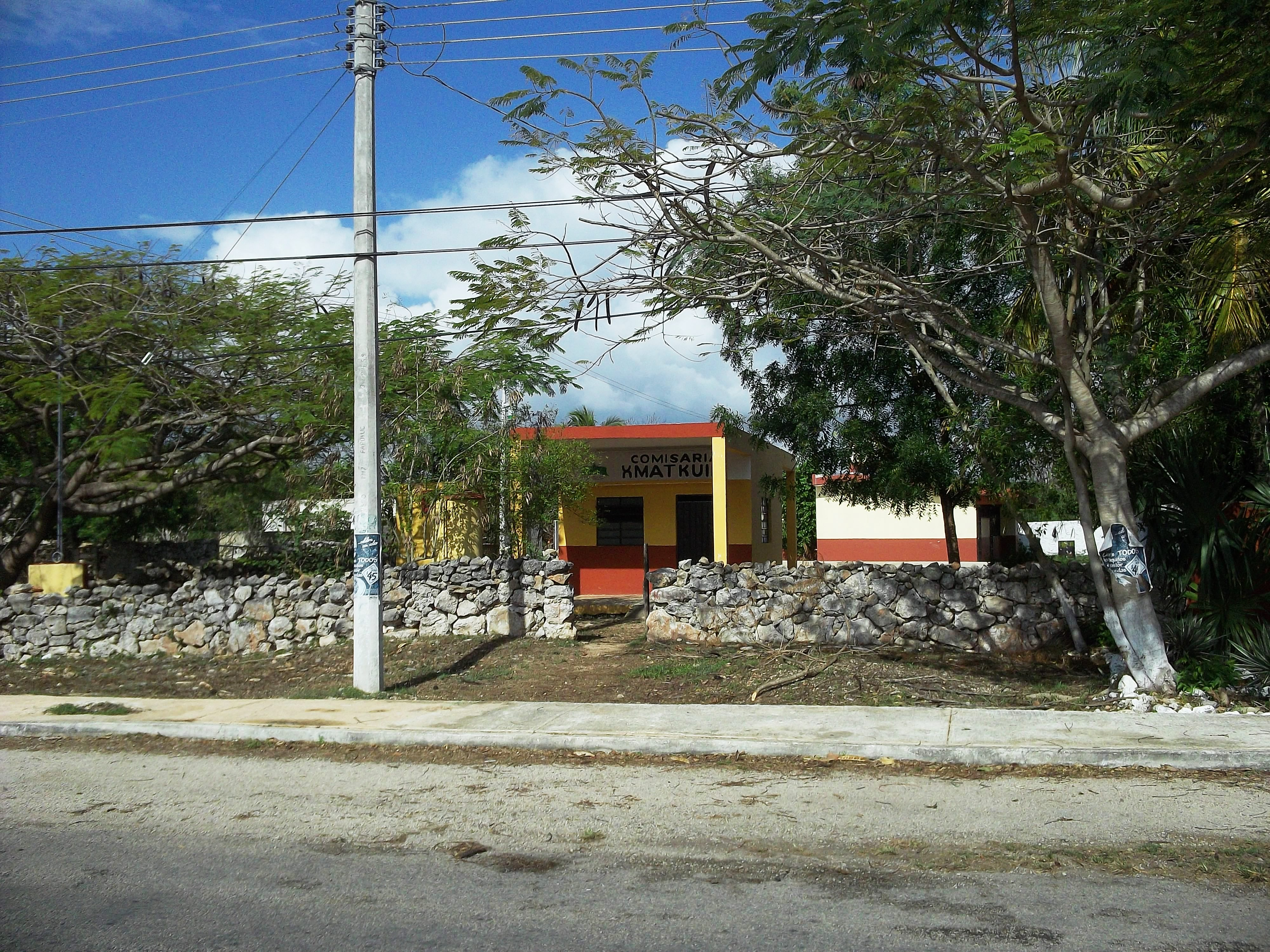
Casa comisarial de Xmatkuil.
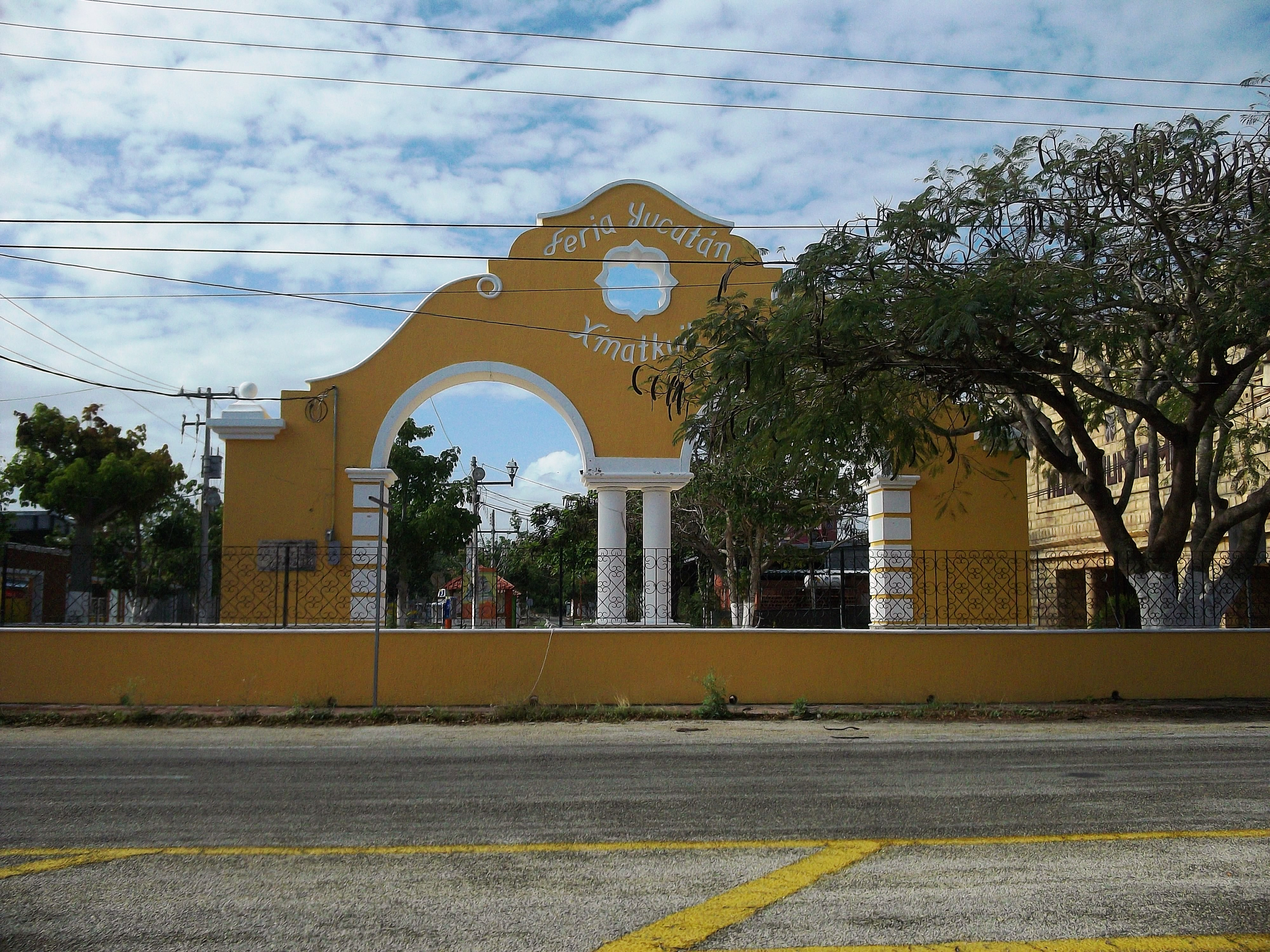
Instalaciones de la feria de Xmatkuil.
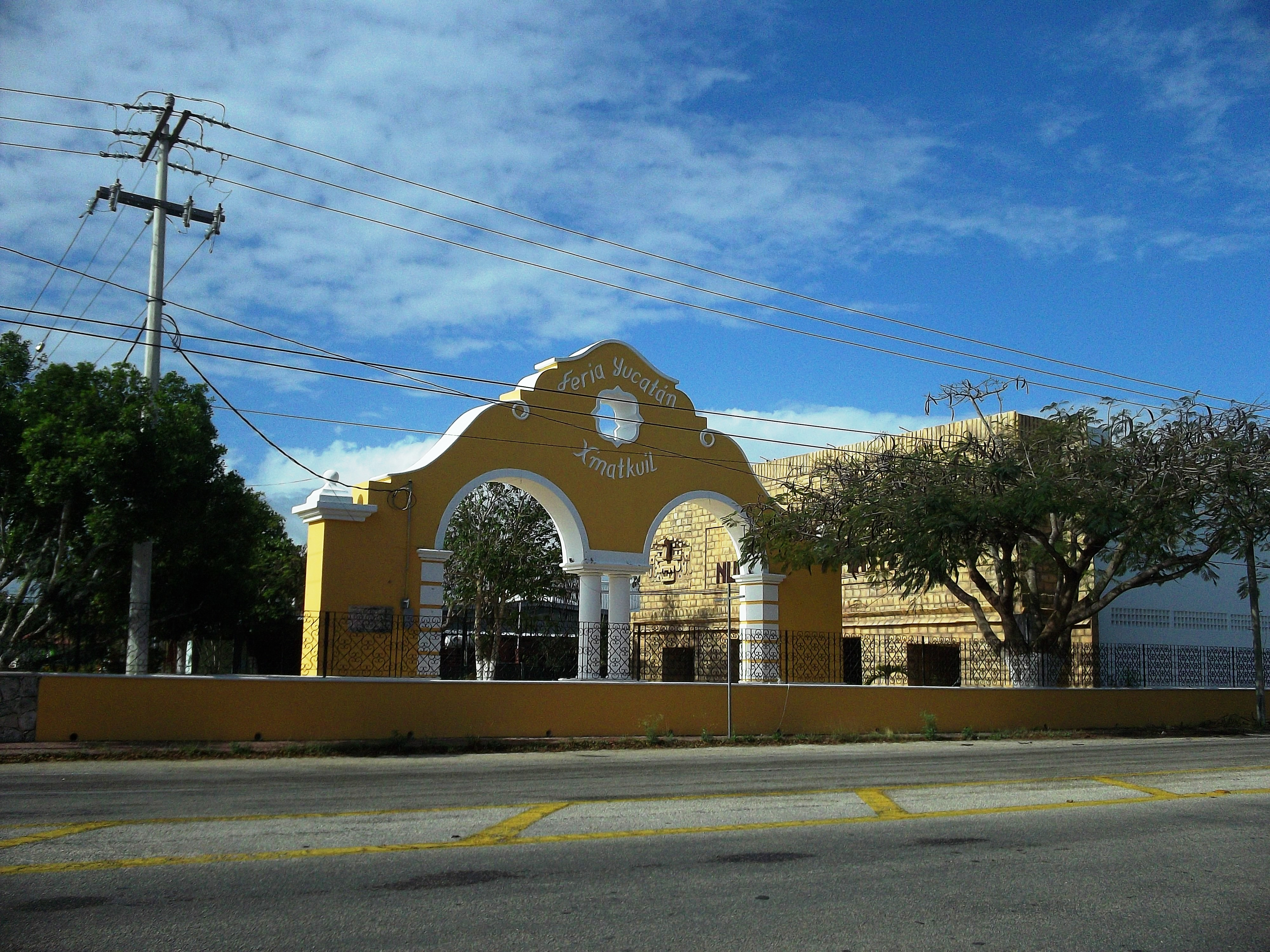
Instalaciones de la feria de Xmatkuil.
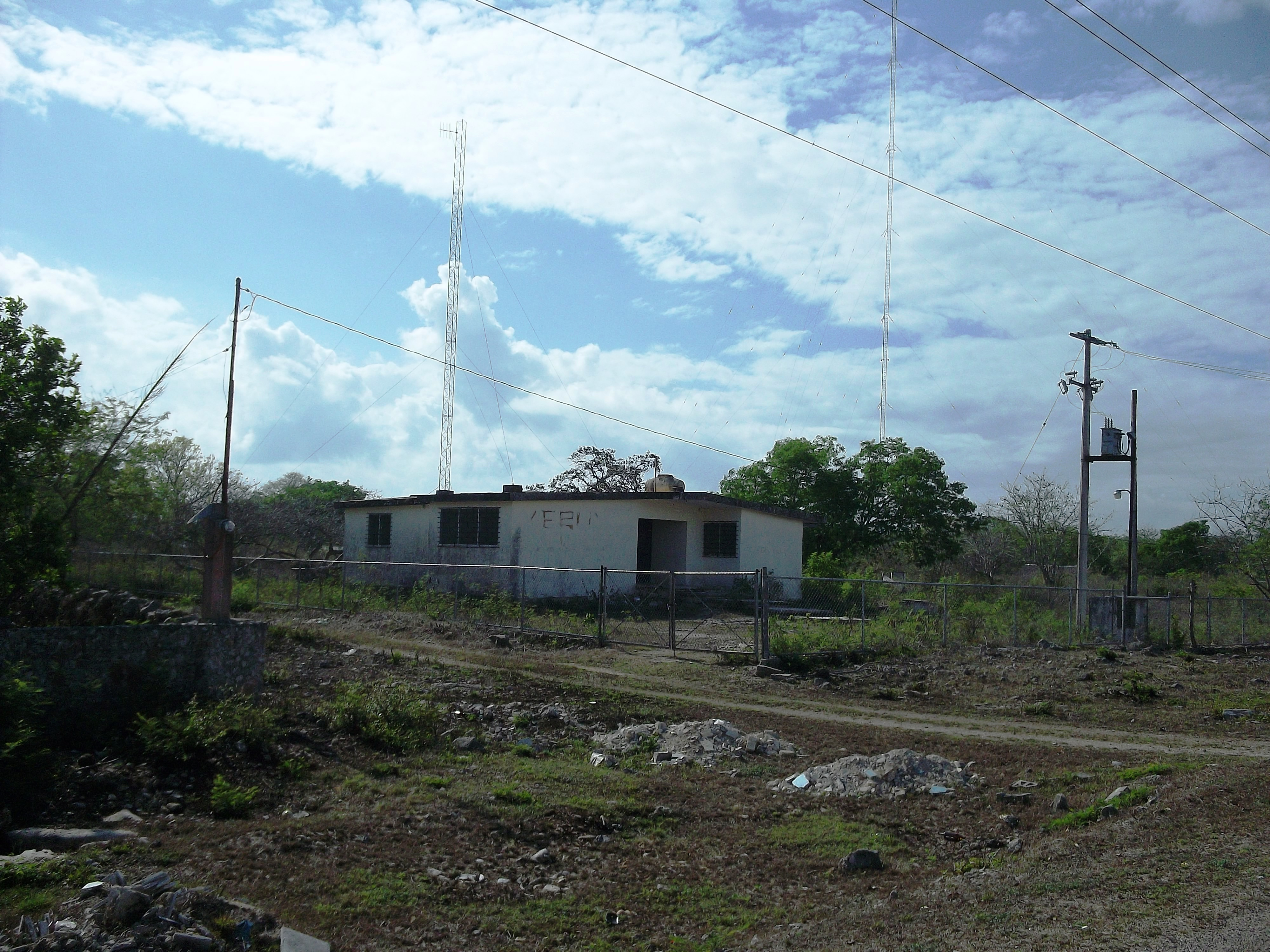
XERUY.
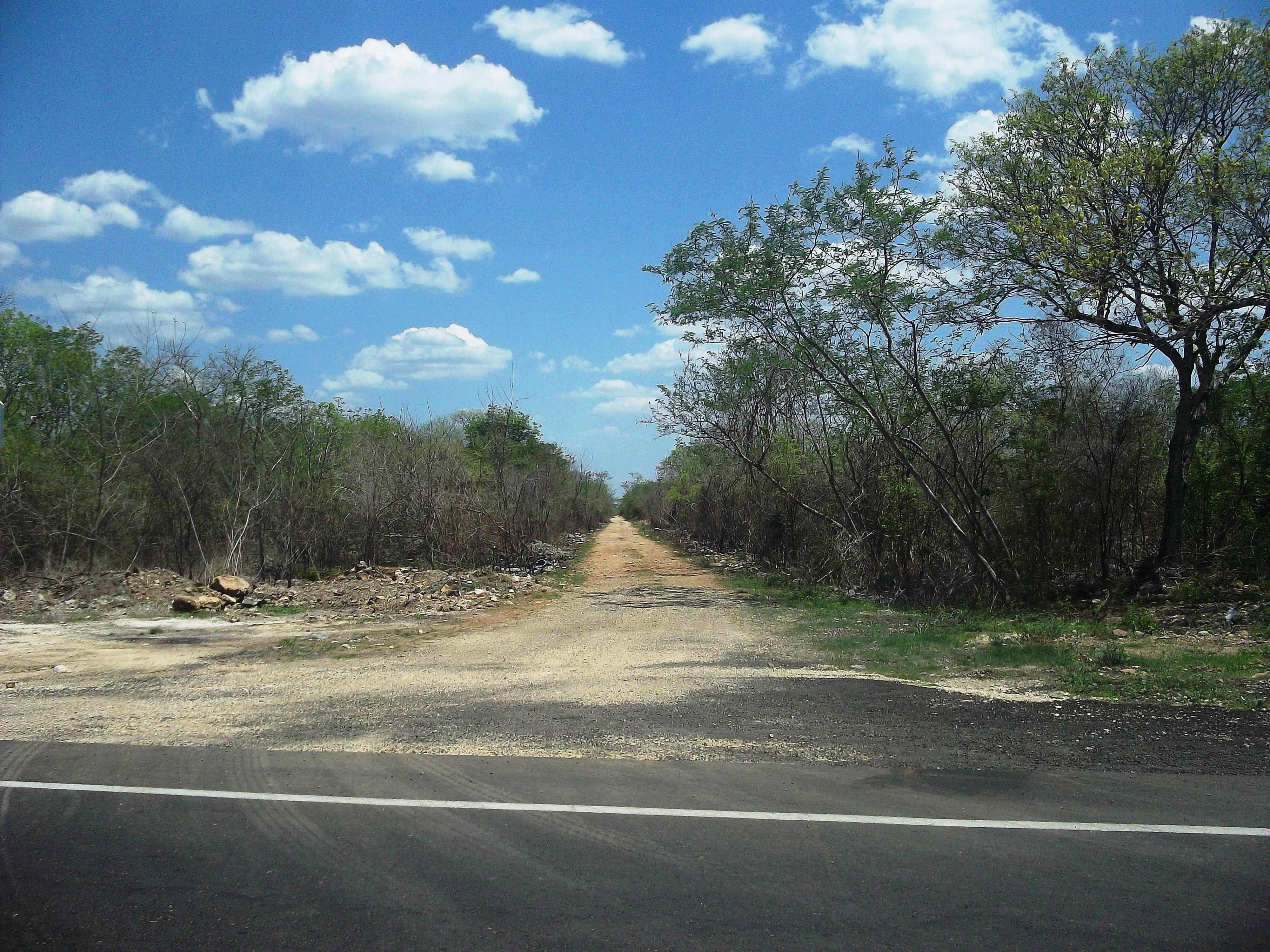
Antigua vía del tren hacia Molas.
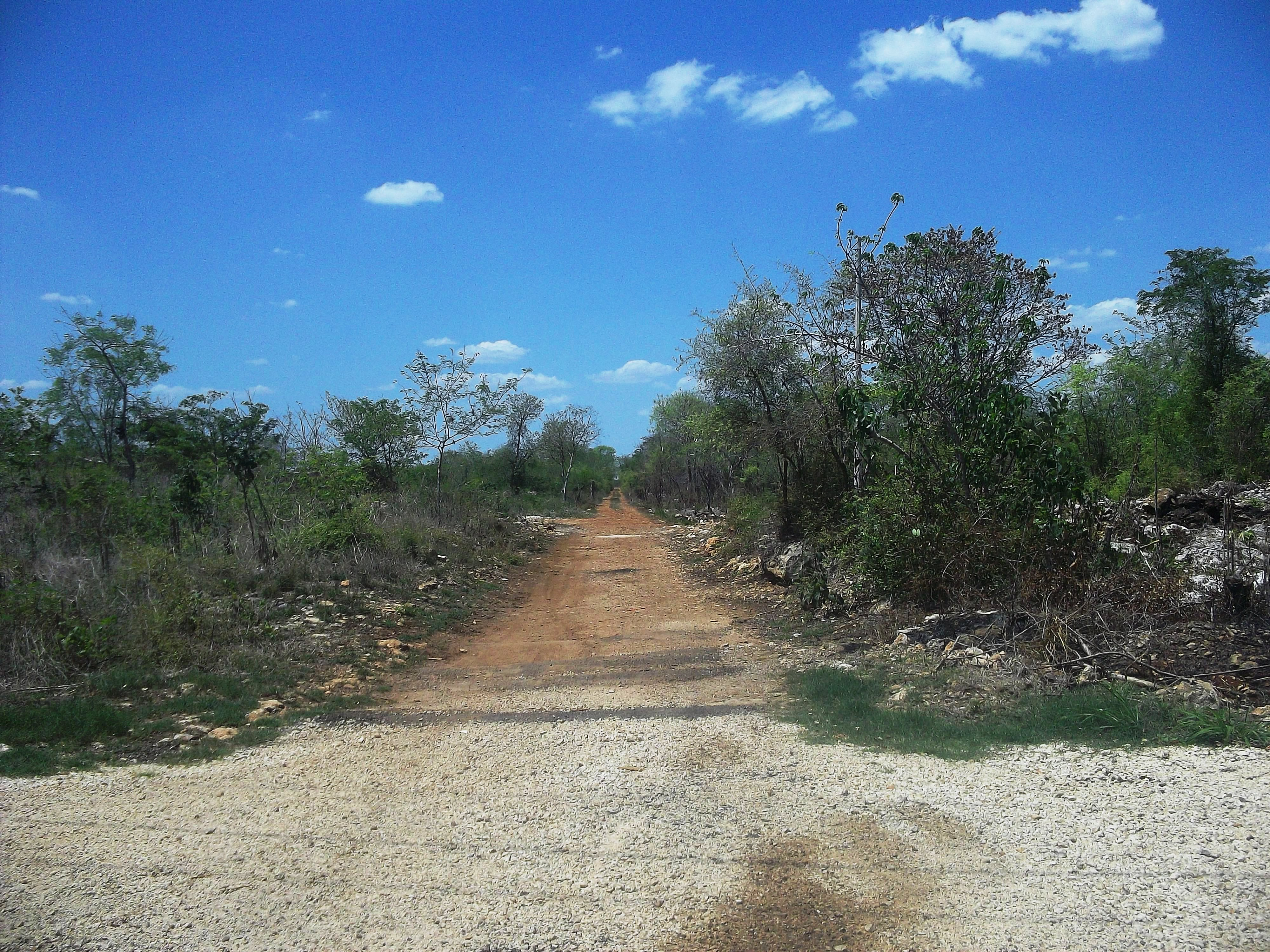
Antigua vía del tren hacia Mérida.